# Sisyrinchium scalarium
Sisyrinchium scalarium är en irisväxtart som beskrevs av Pierfelice Ravenna. Sisyrinchium scalarium ingår i släktet gräsliljor, och familjen irisväxter. Inga underarter finns listade i Catalogue of Life.